# Библиография Михаила Веллера
Михаил Веллер написал 10 романов и несколько десятков рассказов.

## Романы
- Приключения майора Звягина (1991)
- Самовар (1996)
- Всё о жизни (1998)
- Гонец из Пизы (2000)
- Кассандра (2002)
- Великий последний шанс (2005)
- Моё дело (2006)
- Пониматель (2006)
- Всеобщая теория всего (2006)
- Перпендикуляр (2008)
- Остров для белых (2022)

## Повести
- Рандеву со знаменитостью (1990)
- Красная редактура
- Ножик Серёжи Довлатова
- Не ножик не Серёжи не Довлатова
- Белый ослик
- Б. Вавилонская
- Вечер в Валгалле

### Жестокий
«Жестокий» (2003) — сборник повестей.
Содержание:
- Жестокий
- Кавалерийский марш с вариациями
- Баллада о бомбере
- О, дикий Запад!
- Москва бьёт с носка
- Сопутствующие условия

## Рассказы
- «Иномарка» как рудимент самоизоляции
- Deja-vu
- Dream
- А вот те шиш
- А, может, я и не прав
- Апельсины
- Баллада датской тюрьмы
- Бермудские острова
- Бес в ребро
- Бог войны
- В ролях
- Версия дебюта
- Вначале
- Возвращение
- Ворожея
- Всё уладится
- Генерал Трошев: рецензия для главнокомандующего
- Голубые города
- Графоман Жюль Верн
- Гуру
- Дети победителей
- Диссиденты
- Доброта
- Долги
- Дон-Жуан
- Думы
- Жар крови
- Зависть
- Заговор сионских мудрецов
- Зануда
- Злоключения маленького бесстыдника
- Золотой и серебряный
- Идёт съёмка
- Идиллия
- Интим
- Интриганы интимных горизонтов
- Исповедь любовника президента
- Испытатели счастья
- История рассказа
- Казак-атаман
- Как бы
- Как меня редактировали
- Как писать мемуары
- Как платят писателю
- Карьера в никуда
- Кентавр
- Киплинг
- Кнопка
- Колечко
- Конь на один перегон
- Котлетка
- Кошелёк
- Критики пишут романы
- Кто есть кто?
- Культура как знаковое поле
- Кухня и кулуары
- Легенда о Лазаре
- Легионер
- Ледокол Суворов
- Лодочка
- Любит — не любит
- Любовь
- Мальчик-с-пальчик
- Масс и культ
- Мат: сущность и место
- Махно
- Машинистка — тоже женщина
- Миг
- Миледи Хася
- Мимоходом
- Молодой писатель
- Московское время
- Мужская честь
- Мужчина и женщина
- Муки творчества
- Мы не поедем на озеро Иштуголь
- Нам некогда
- Нас горю не состарить
- Не в ту дверь
- Не думаю о ней
- Небо над головой
- Недорогие удовольствия
- Нежелательный вариант
- Несовпадение вершин
- Ни о чём
- Ничего смешного
- О психосоциальной сущности новояза
- О языковой сервильности великороссов
- ОбеспЕчение удАрения
- Осуждение
- Памятник Дантесу
- Паршивец Паршев
- Паук
- Перпендикуляр Зиновьев
- Песнь торжествующего плебея
- Плановое счастье
- Подполковник Ковалёв
- Поживём — увидим
- Полёт, улёт, залёт
- Положение во гроб
- Поправки к задачам
- Посвящается Стелле
- Последний танец
- Правила всемогущества
- Прихожая и отхожая
- Разбиватель сердец
- Разные судьбы
- Рассказ о гнусном пороке
- Ревность
- Редактор жалуется
- Режиссёр в эротике
- Резервация
- Ручной фонтан
- Рыжик
- Самокритика и незадача
- Свистульки
- Свобода
- Свободу не подарят
- Святой из десанта
- Секс
- Семёнов и Штирлиц
- Сестрам по серьгам
- Слава и место в истории
- Смерть пионера
- Смысл жизни
- Сопутствующие условия
- Справедливость
- Старый мотив
- Стиль
- Страдание
- Терпенье и труд
- Тест
- Товарищи, в ногу!
- Травой поросло
- Транспортировка
- Три мушкетёра
- Трибунал
- Узкоколейка
- Укуситель и укусомый
- Фуга с теннисистом
- Хочу быть дворником
- Хочу в Париж
- Цитаты
- Чёрный принц политической некрофилии
- Чужие беды
- Чуча-муча, пегий ослик!
- Шаман
- Шедевр доктора Конан Дойля
- Эхо
- Ящик для писателя
- Гражданская история безумной войны

## Сборники рассказов

### Правила всемогущества
«Правила всемогущества» (1983) — сборник рассказов.
Рассказы этой книги обладают непредсказуемым поворотом и стремительностью сюжета. Их темы: верность, любовь, предательство, смысл жизни.

### Кавалерийский марш
«Кавалерийский марш» (2006) — сборник рассказов последних лет.
Содержание:
- Масс и культ
- Москва бьёт с носка
- О, дикий запад!
- Баллада о бомбере (повесть)
- Кавалерийский марш с вариациями

### Легенды Невского проспекта
«Легенды Невского проспекта» (1993) — сборник рассказов, в который вошли юмористические рассказы о нелёгких трудовых буднях военных, фарцовщиков, проституток и просто обыкновенных граждан. В саркастической и сатирической форме автор рассказывает «байки» о людях России XX века. Сборник получил одобрительные отзывы в прессе.
Содержание:
Саги о героях
- Легенда о родоначальнике фарцовки Фиме Бляйшице
- Марина
- Легенда о стажёре
- Океан
- Легенда о Моше Даяне
- Легенда о заблудшем патриоте
- Оружейник Тарасюк

Легенды «Сайгона»
- Крематорий
- Танец с саблями
- Легенда о соцреалисте
- Американист
- Легенда о морском параде
- Лаокоон
- Баллада о знамени
- Маузер Папанина
- Легенда о теплоходе «Вера Артюхова»

Байки скорой помощи
- Огнестрельное
- Голова
- Артист
- Бытовая травма
- Падение с высоты
- Шок
- Отравление
- Снайпер
- Суицид
- Пьяная травма
- Искусана животным
- Ревизор

Легенды разных перекрёстков
- Баллада датской тюрьмы
- Посвящается Стелле
- Миледи Хася
- Рыжик
- Режиссёр в эротике
- Фуга с теннисистом
- Легенда о Лазаре

(также издавались отдельной книгой с подзаголовком «Легенды Невского проспекта 2»; существует также одноимённый сборник)

### Разбиватель сердец
«Разбиватель сердец» (1988) — сборник рассказов.
Жёсткие и отточенные рассказы этой книги принадлежат к лучшим образцам русской новеллистики XX века.
Содержание:
Мимоходом
- Паук
- Легионер
- Эхо
- Разные судьбы
- Идиллия
- Думы
- Мимоходом
- Котлетка
- Святой из десанта
- Апельсины
- Не думаю о ней
- Нас горю не состарить

Испытатели счастья
- Правила всемогущества
- Испытатели счастья
- Разбиватель сердец
- Шаман
- Карьера в никуда

Бермудские острова
- История рассказа
- Бермудские острова
- Возвращение
- Миг
- Ни о чём
- Свистульки
- Цитаты
- Старый мотив
- Зануда
- Муки творчества
- Ворожея
- Ничего смешного
- Кто есть кто?
- Нам некогда
- Сестрам по серьгам
- Кентавр

Памятник Дантесу
- Памятник Дантесу
- Казак-атаман
- Мы не поедем на озеро Иштуголь
- Тест
- Нежелательный вариант

### Хочу быть дворником
«Хочу быть дворником» (1983) — сборник рассказов.
Содержание:
- Сопутствующие условия
- Конь на один перегон
- Чужие беды
- Поживём — увидим
- Колечко
- Небо над головой
- Травой поросло
- Все уладится
- Транспортировка
- Кошелёк
- А вот те шиш
- А может, я и не прав
- Лодочка
- Поправка к задачам
- Последний танец
- Осуждение
- Свободу не подарят
- Недорогие удовольствия
- Не в ту дверь
- Кнопка
- Долги
- В ролях
- Идёт съёмка
- Плановое счастье
- Хочу быть дворником
- Хочу в Париж
- Бог войны
- Узкоколейка
- Московское время
- Дети победителей

### Долина идолов
«Долина идолов» (2003) — сборник рассказов.
Содержание:
- Вначале
- Гуру

Как вы мне надоели
1. Ножик Серёжи Довлатова
2. Не ножик не Серёжи не Довлатова

Пир духа
- Кухня и кулуары
- Прихожая и отхожая

Чернила и белила
- Масс и культ
- Ледокол Суворов
- Семёнов и Штирлиц
- Графоман Жюль Верн
- Киплинг
- Шедевр доктора Конан Дойля
- Три мушкетёра
- Чёрный принц политической некрофилии
- Перпендикуляр Зиновьев
- Паршивец Паршев
- Генерал Трошев: рецензия для главнокомандующего

Ящик для писателя
- Ящик для писателя
- Молодой писатель
- Версия дебюта
- Как писать мемуары
- Как платят писателю
- Стиль

Служили два товарища, ага!
- Красная редактура
- Как меня редактировали
- Редактор жалуется

Укуситель и укусомый
- Укуситель и укусомый
- Критики пишут романы
- Самокритика и незадача

Блым-блым-блым
- ОбеспЕчение удАрения
- Как бы
- О языковой сервильности великороссов
- «Иномарка» как рудимент самоизоляции
- Мат: сущность и место
- О психосоциальной сущности новояза

Долина идолов
- Песнь торжествующего плебея
- Слава и место в истории
- Золотой и серебряный
- Товарищи, в ногу!
- Интим
- Культура как знаковое поле

Технология рассказа
- Введение
- Глава 1. Замысел
- Глава 2. Отбор материала
- Глава 3. Композиция
- Глава 4. Зачин
- Глава 5. Стиль
- Глава 6. Деталь
- Глава 7. Эстетическая концепция
- Приложение. Борьба с редактором
- Краткая-краткая библиография

Плохой конец
- Положение во гроб

Хороший конец
- Рандеву со знаменитостью

### Ножик Серёжи Довлатова
«Ножик Серёжи Довлатова» (2004) — сборник рассказов.
Содержание:
Существуют сборники под названием «Ножик Серёжи Довлатова», содержащие различные произведения писателя.;: Вариант 1
Издавался издательствами «Нева», «Олма-Пресс», 2000 г.
- Дети победителей
- Гуру
- Не в ту дверь
- Рандеву со знаменитостью
- Положение во гроб
- Кухня и кулуары
- Борьба с редактором
- Ножик Серёжи Довлатова

Вариант 2
Издавался издательством «Фолио», 2000 г.
- Масс и культ
- Приключения майора Звягина
- Кавалерийский марш с вариациями
- Ножик Серёжи Довлатова

Вариант 3
Издавался издательствами «Нева», «Олма-Пресс», 2000 г.
- Дети победителей
- Гуру
- Последний танец
- Не в ту дверь
- Мы не поедем на озеро Иштуголь
- А может, я и не прав
- Торжество критики
- Рандеву со знаменитостью
- Положение во гроб
- Кухня и кулуары
- Борьба с редактором
- Ножик Серёжи Довлатова

### Фантазии Невского проспекта
«Фантазии Невского проспекта» (1999) — сборник рассказов.
Содержание:
Московское время
- Узкоколейка
- Правила всемогущества
- Кентавр
- Кошелёк
- Московское время

Испытатели счастья
- Хочу в Париж
- Испытатели счастья
- Транспортировка
- Кнопка
- Плановое счастье

Недорогие удовольствия
- Всё уладится
- Недорогие удовольствия
- Долги
- Свистульки

### Памятник Дантесу
«Памятник Дантесу» (1999) — книга Михаила Веллера, сборник рассказов.
Содержание:
Существует два сборника под названием «Памятник Дантесу», содержащие разные произведения:
Вариант 1
Твёрдый переплёт, издательства «Нева», «Олма-Пресс», 1999 г.
- Баллада датской тюрьмы — рассказ
- Посвящается Стелле — рассказ
- Миледи Хася — рассказ
- Рыжик — рассказ
- Режиссёр в эротике — рассказ
- Фуга с теннисистом — рассказ
- Легенда о Лазаре — рассказ
- Красная редактура — повесть
- Памятник Дантесу — рассказ

Вариант 2
Твёрдый переплёт, издательства «Нева», «Олма-Пресс», 2000 г.
- Московское время
- Испытатели счастья
- Недорогие удовольствия
- Нежелательный вариант — пьеса
- Красная редактура — повесть
- Памятник Дантесу — рассказ

### А вот те шиш
«А вот те шиш» (1997) — сборник рассказов. В книгу включены произведения разных лет.
Содержание:
Нас горю не состарить
- Сопутствующие условия
- Паук
- Думы
- Апельсины
- Поправки к задачам
- Мимоходом
- В ролях
- Разные судьбы
- Эхо
- Святой из десанта
- Идиллия
- Не думаю о ней
- Легионер
- Котлетка
- Нас горю не состарить

Бог войны
- Конь на один перегон
- Колечко
- Небо над головой
- А вот те шиш
- Чужие беды
- Бог войны
- Казак-атаман
- Поживём — увидим
- Травой поросло
- Разбиватель сердец
- Шаман
- Осуждение

Ничего смешного
- Цитаты
- Идёт съёмка
- Хочу быть дворником
- Ворожея
- Кто есть кто?
- Нам некогда
- Муки творчества
- Сестрам по серьгам
- Старый мотив
- Зануда
- Ничего смешного

### Забытая погремушка
«Забытая погремушка» (2003) — сборник рассказов.
Содержание:
Папка 1. Розовая с зелёными тесёмками
- Машинистка — тоже женщина
- Бес в ребро
- Рассказ о гнусном пороке

Папка 2. Голубая с красными тесёмками
- Интриганы интимных горизонтов
- Полёт, улёт, залёт
- Жар крови

Папка 3. Фиолетовая с жёлтыми тесёмками
- Смерть пионера
- Ручной фонтан
- Мужская честь

Маленькая папка. Салатовая с оранжевыми тесёмками
- Мальчик-с-пальчик
- Терпенье и труд
- Злоключения маленького бесстыдника

### Б. Вавилонская
«Б. Вавилонская» (2004) — сборник авторских рассказов.
Основу книги составляет трилогия «Мене», «Текел», «Фарес» дополненная отдельными рассказами «И россыпью». Практически все рассказы в книге пропитаны духом ёрничества и сарказма в стиле Веллера. Часть рассказов построена на ненормативной лексике.
Содержание:
Мене
Белый ослик
Текел
- Б. Вавилонская

Часть представлена четырнадцатью рассказами, в которых, в основном, описываются сценарии гибели или забвения Москвы.
1. «Жара» — Москва погибает от невыносимой жары.
2. «Холод» — Москва превращается в ледяную пустыню.
3. «Ветер» — Москву разрушает небывалой силы ураган.
4. «Потоп» — Москву смывает наводнение.
5. «Извержение» — описывается изображение уничтожения Москвы извержением проснувшегося вулкана, которым оказались Воробьёвы горы (по мотивам «Гибели Помпеи»).
6. «Выживатели» — Москва пребывающая в хаосе, анархии и бандитских разборках.
7. «Инструкция. Мероприятия по ситуации „Атомная тревога“» — инструкция и описание последствий ядерного взрыва в Москве.
8. «Эпидемия» — население Москвы вымирает от неизвестного вируса, схожего с гриппом и дизентерией.
9. «Собачья площадка» —
10. «Pax Americana» — внедрение английского языка в лексикон вплоть до полного вытеснения русского.
11. «Vox Populi» — спор двух рабочих (на языке носителя) на тему «существует ли Москва на самом деле» (Внимание! ненормативная лексика)
12. «Накрылась» — Москву накрывает и разрушает гигантская вульва.
13. «Кинохрроника» — от боя курантов и президентского кортежа назад к Юрию Долгорукому и ещё дальше в лесные чащи… к голосу кукушки.
14. «Миф. Извлечение из учебника для Высших школ „История Евразии“» — раскрывается поэтический смысл легенды о некогда существовавшем великом и сказочно-мифическом городе — Москве.

Фарес
- Вечер в Валгалле

Историософская пьеса-пародия. В небесном чертоге собираются и ведут спор друг с другом главные действующие лица российской истории последних веков, сводящийся к вечным вопросам «Кто виноват?» и «Что делать?». Персонажи: Герцен, Чернышевский, Николай II, Александр Ульянов, Владимир Ленин, Керенский, Сталин, Брежнев, и т. д.
И россыпью
- Трибунал
- Подполковник Ковалёв
- Исповедь любовника президента
- Заговор сионских мудрецов
- Диссиденты
- Резервация
- Голубые города
- Dream
- Deja-vu

### Песнь торжествующего плебея
«Песнь торжествующего плебея» (1993) — сборник рассказов.
Содержание:
Вначале и в конце
- Гуру
- А, может, я и не прав
- Положение во гроб
- Рандеву со знаменитостью

Ящик для писателя
- Ящик для писателя
- Молодой писатель
- Версия дебюта
- Как писать мемуары
- Как платят писателю
- Стиль

Служили два товарища, ага!
- Красная редактура
- Как меня редактировали
- Редактор жалуется

Укуситель и укусомый
- Укуситель и укусомый
- Критики пишут романы
- Самокритика и незадача

Блым-блым-блым
- ОбеспЕчение удАрения
- Как бы
- О языковой сервильности великороссов
- «Иномарка» как рудимент самоизоляции
- Мат: сущность и место
- О психосоциальной сущности новояза

Долина идолов
- Масс и культ
- Театр и его вешалка
- Слава и место в истории
- Золотой и серебряный
- Товарищи, в ногу!
- Интим
- Культура как знаковое поле

Технология рассказа
- Введение
- Глава 1. Замысел
- Глава 2. Отбор материала
- Глава 3. Композиция
- Глава 4. Зачин
- Глава 5. Стиль
- Глава 6. Деталь
- Глава 7. Эстетическая концепция
- Приложение. Борьба с редактором
- Краткая-краткая библиография

### Короткая проза
«Короткая проза» (2006) — сборник рассказов.
Содержание:
Фант
- Всё уладится
- Транспортировка
- Долги
- Кошелёк
- Трибунал
- Кнопка
- Узкоколейка
- Подполковник Ковалёв
- Хочу в Париж

Реал
- Конь на один перегон
- А вот те шиш
- Недорогие удовольствия
- Правила всемогущества
- Дети победителей

Модерн
- Последний танец
- Лодочка
- Бермудские острова
- Свободу не подарят
- Возвращение
- Миг
- Ни о чём
- Цитаты

Коротк
- Апельсины
- Сопутствующие условия
- Поправки к задачам
- Паук
- Думы
- Эхо
- Разные судьбы
- Легионер
- Свистульки

Юмор
- Идет съёмка
- Плановое счастье
- Кентавр
- Хочу быть дворником

### Любовь зла
«Любовь зла» (2006) — сборник рассказов.
Содержание:
Любовь зла
- Любовь
- Ревность
- Страдание
- Секс
- Мужчина и женщина
- Несовпадение вершин
- Дон-Жуан

Решение вечных вопросов
- Смысл жизни
- Свобода
- Справедливость
- Зависть
- Доброта

### Легенды разных перекрёстков
«Легенды разных перекрёстков» (2006) — сборник.
Содержание:
- Легенды разных перекрёстков
- Байки скорой помощи
- Красная редактура

### Не ножик не Серёжи не Довлатова
«Не ножик не Серёжи не Довлатова» (2006) — сборник рассказов.
Содержание:
- Как вы мне надоели
- Пир духа
- Чернила и белила

### О любви
«О любви» (2006) — сборник рассказов.
Содержание:
Она
- Чуча-муча, пегий ослик!
- Любит — не любит
- Небо над головой
- Колечко
- Осуждение
- Разбиватель сердец
- Мимоходом

О ней
- Любовь
- Ревность
- Страдание
- Секс
- Мужчина и женщина
- Несовпадение вершин
- Дон-Жуан

Рецензии
- Ольга Богданова — «Михаил Веллер разобрал любовь по косточкам» (18.09.2006)